# De Luci
I de Luci (o Luci, Luce, in inglese e francese de Lucy, Lucy) furono una famiglia normanna molto potente e influente nelle vicende storiche, culturali, politiche ed economiche della Sicilia e della Calabria dall'XI all'XIII secolo, e dell'Inghilterra, dall'XI secolo all'XIV secolo. 
I de Luci furono conti di Butera, conti di Paternò, signori di Petterana, ed ebbero vari possedimenti tra la Sicilia e la Calabria.

## Storia
Di origine normanna, giunti in Sicilia al seguito degli Altavilla in occasione della conquista dell'isola, i de Luci furono tra le famiglie normanne più importanti vicine a Ruggero I di Sicilia, insieme ai Culchebret, ai Mortain, agli Avenel , e ai «normannizzati» Borrello di origine franca. 
Originari di Lucy  vicino a Dieppe in Alta Normandia, o, secondo lo storico Carlo Alberto Garufi, originari di Lucè vicino a Domfront nel dipartimento dell'Orne in Normandia, ebbero come capostipite italiano il barone Giosberto de Luci (in francese: Josbert de Lucy; in latino: Josbertus de Luci o Gosbertus de Luci) che apparteneva a uno dei più importanti lignaggi della Normandia ducale.  I possedimenti di Giosberto si trovavano tra Termini Imerese e Vicari in Sicilia e la Calabria meridionale intorno a Mileto, dove il gran conte Ruggero fissò la sua residenza. Giosberto sposò proprio una delle figlie di Ruggero, Muriella d'Altavilla, avuta dalla seconda moglie Eremburga di Mortain.
Il primogenito di Giosberto, Bartolomeo, fondò l'abbazia cistercense di Santa Maria di Roccamadore a Tremestieri vicino a Messina, su modello dell'abbazia francese di Santa Maria di Rocamadour nei pressi di Quercy. L'abbazia fu dotata di rendite, ed è lo stesso Bartolomeo de Luci a informarci che fu spinto da un voto solenne fatto durante la sua peregrinazione. 
Bartolomeo fu nominato conte di Butera e conte di Paternò da Enrico IV nel 1193, titoli assegnati in precedenza agli Aleramici di Sicilia. Alla morte del conte Bartolomeo la contea di Butera fu ereditata dal genero, Guglielmo Malcovenant, mentre la contea di Paternò fu ridotta a semplice feudo.

## Membri illustri dei de Luci in Sicilia e Calabria
- Giosberto de Luci, barone normanno, marito di Muriella d'Altavilla;
- Bartolomeo de Luci, conte di Butera e di Paternò, Maestro Giustiziere della Calabria;
- Alfonso de Luci, signore di Petterana;
- Margherita de Luci, moglie in prime nozze a Guglielmo Malcovenant [7] e in seconde nozze di Pagano de Parisio [8].

## I de Luci in Inghilterra

Stemma dei de Luci in Inghilterra

Membri della famiglia de Luci, arrivati anche in Inghilterra dalla natia Normandia, sotto il regno di Guglielmo il Conquistatore, annoverarono tra i loro familiari Fulbert de Luci, signore del Castello di Chilham nel Kent, Richard de Luci, Gran giustiziere d'Inghilterra, Walter de Luci, abate dell'abbazia di Battle, nell'East Sussex, Godfrey de Luci, vescovo di Winchester.

### Membri illustri dei de Luci in Inghilterra e Irlanda
- Fulbert de Luci, signore del Castello di Chilham nel Kent;
- Richard de Luci, Gran giustiziere d'Inghilterra;
- Walter de Luci, abate dell'abbazia di Battle;
- Godfrey de Luci, vescovo di Winchester;
- Anthony de Luci, Gran Giustiziere d'Irlanda nel 1331.